# Hitman (videohra, 2016)
Hitman je stealth videohra z roku 2016, kterou vyvinula společnost IO Interactive a vydala společnost Square Enix. Hra je šestým hlavním dílem série Hitman, prvním dílem trilogie World of Assassination a nástupcem hry Hitman: Absolution (2012).

## Synopse
Příběh sleduje geneticky upraveného nájemného zabijáka Agenta 47, který se vydává na celosvětové dobrodružství a řeší záhadnou sérii zdánlivě nesouvisejících vražd.

## Hratelnost
Hra obsahuje řadu rozsáhlých otevřených světů, které může Agent 47 volně prozkoumávat. Hra hráči předkládá různé příležitosti k nájemným vraždám, z nichž mnohé jsou netradiční.
Každá epizoda se odehrává na určitém místě: Paříž, Sapienza, Marrákeš, Bangkok, Colorado a Hokkaidó.

## Vývoj
Společnost Square Enix Europe založila pro práci na další hře studio v Montréalu, ale po neúspěchu hry Hitman: Absolution se do čela vývoje vrátilo studio IO Interactive.
Titul byl koncipován jako reimaginace série, kdy se tým snažil skloubit hratelnost z předchozí hry s otevřeným koncem předchozích dílů série. Podle vývojářů je Hitman logická hra s akčními a stealth prvky. Vývojáři vylepšili simulaci a umělou inteligenci jednotlivých úrovní. Hra byla rozdělena na epizody.

## Vydání
Hra Hitman byla vydávána po epizodách pro PlayStation 4, Windows a Xbox One mezi březnem a říjnem 2016.
Po vydání se hra dočkala pozitivních recenzí. Kritici chválili epizodický formát vydání, lokace, design úrovní a hratelnost hry, ale kritizovali požadavek na neustálé připojení k internetu a ovládání.
Hra si komerčně nevedla příliš dobře a způsobila, že se vydavatel Square Enix v květnu 2017 zbavil společnosti IO Interactive. Po odkupu managementem si IO ponechalo práva na sérii a ve spolupráci s Warner Bros Interactive Entertainment vytvořilo pokračování s názvem Hitman 2, které vyšlo v listopadu 2018. Trilogii World of Assassination uzavřel Hitman 3, který vyšel v lednu 2021.
V lednu 2023 byl Hitman stažen z prodeje poté, co společnost IO Interactive přejmenovala Hitman 3 na Hitman: World of Assassination, přičemž obsah předchozích dvou her byl majitelům Hitman 3 k dispozici zdarma.